# Liste der Weberknechte Österreichs

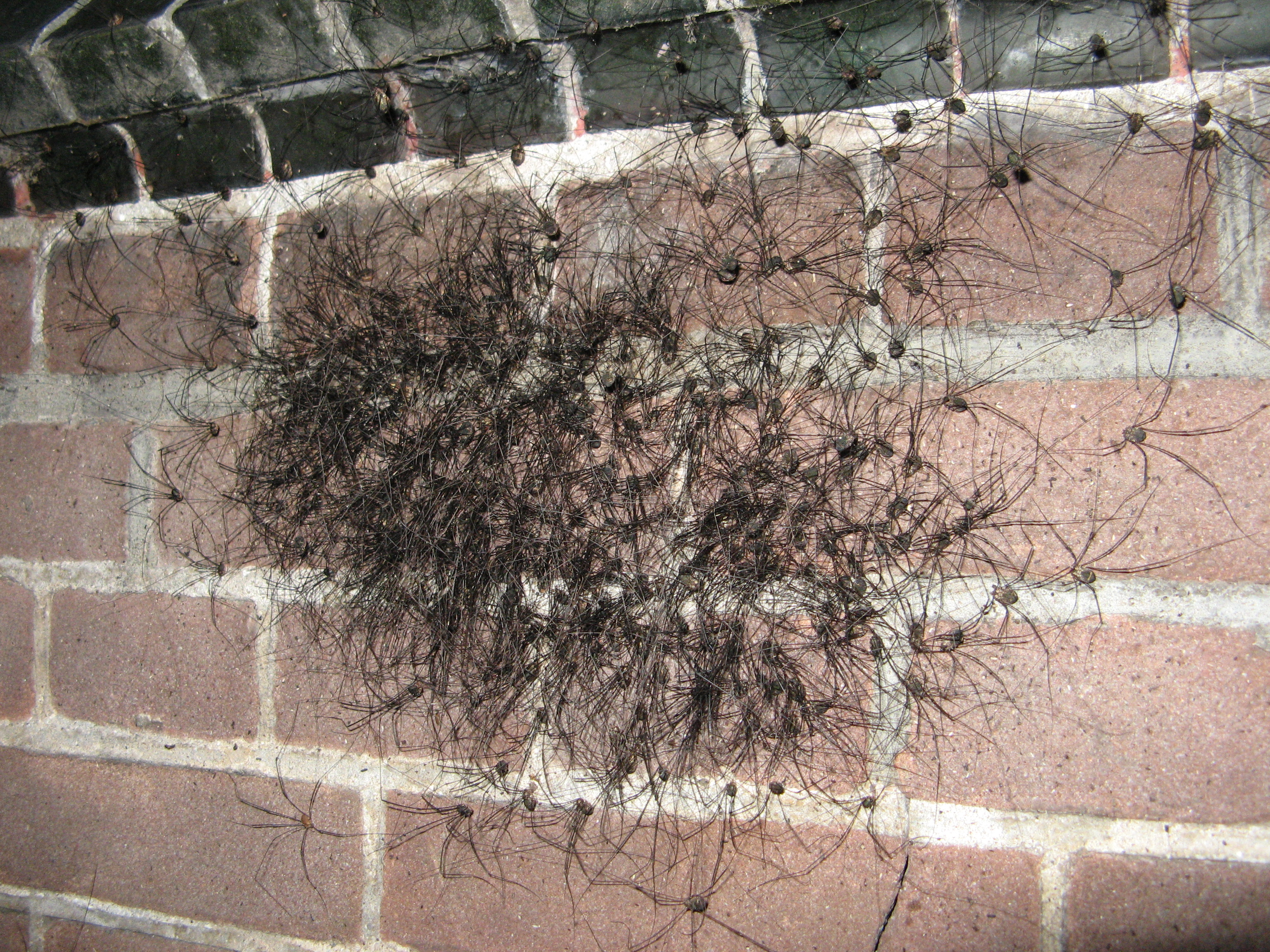
Eine Ansammlung von Leiobunum an einer Hauswand

Die Liste der Weberknechte Österreichs enthält die in Österreich vorkommenden Weberknechtarten. Es werden alle 62 Arten aufgelistet, von denen das österreichische Umweltbundesamt den RL-Status in der Roten Liste gefährdeter Tierarten angibt.
In Österreich wurde im Jahr 2009 der Gefährdungsstatus der Weberknechte zuletzt evaluiert. Bei der IUCN und in der Roten Liste Österreichs gibt es folgende Gefährdungsstatus:
| Status | IUCN                                                  | Rote Liste Österreich |
| ------ | ----------------------------------------------------- | --- |
|        | ausgestorben (engl. extinct)                          | Ein Taxon gilt als ausgestorben, wenn kein begründeter Zweifel besteht, dass das letzte Individuum tot ist. Ein Taxon gilt aus ausgestorben, wenn erschöpfende Erhebungen im bekannten oder vermuteten Lebensraum, zu geeigneten Tages- und Jahreszeiten über das gesamte ehemalige Verbreitungsgebiet keine Individuennachweise erbrachten. Die Erhebungen sollten sich über einen Zeitrahmen erstrecken, die dem Lebenszyklus und Lebensformtyp des Taxons angemessen ist. |
|        | in der Natur ausgestorben (engl. extinct in the wild) | Es gibt lediglich Individuen in Kultur, in Gefangenschaft oder in eingebürgerten Populationen außerhalb des natürlichen Verbreitungsgebietes. |
| 0RE    | regional ausgestorben (engl. regionally extinct)      | Ein Taxon gilt als regional ausgestorben, wenn kein begründeter Zweifel besteht, dass das letzte fortpflanzungsfähige Individuum in Österreich tot oder verschwunden ist, oder, im Falle einer früheren Gastart, Individuen das österreichische Gebiet nicht mehr aufsuchen. |
|        | vom Aussterben bedroht (engl. critically endangered)  | 50 % Aussterbenswahrscheinlichkeit in 10 Jahren oder 3 Generationen (maximal 100 Jahre). |
|        | stark gefährdet (engl. endangered)                    | 20 % Aussterbenswahrscheinlichkeit in 20 Jahren oder 5 Generationen (maximal 100 Jahre). |
|        | gefährdet (engl. vulnerable)                          | 10 % Aussterbenswahrscheinlichkeit in 100 Jahren. |
|        | potenziell gefährdet (engl. near threatened)          | Weniger als 10 % Aussterbenswahrscheinlichkeit in 100 Jahren, aber negative Bestandsentwicklung und hohe Aussterbensgefahr in Teilen des Gebietes. |
|        | nicht gefährdet (engl. least concern)                 | Weniger als 10 % Aussterbenswahrscheinlichkeit in 100 Jahren, weitere Attribute wie unter NT treffen nicht zu. |
|        | ungenügende Datengrundlage (engl. data deficient)     | Die vorliegenden Daten lassen keine Einstufung in die einzelnen Kategorien zu. |
|        | nicht beurteilt (engl. not evaluated)                 | Die Art wurde nicht eingestuft. |

## Ordnung:Weberknechte– Opiliones
Die folgende Tabelle zeigt für jede Weberknecht-Art Österreichs, sofern vorhanden, je ein repräsentatives Bild, die deutschen Namen, die wissenschaftlichen Namen, die Erstbeschreiber (Autoren), die Wikidata-Links (die farbigen Balken) und die Gefährdungsstatus des österreichischen Umweltbundesamts. Die Gefährdungsstatus der IUCN wird nicht angegeben, da bei keiner einzigen dieser Arten ein Status vorhanden ist, also bei jeder Art  stehen müsste.
| Bild                                         | deutscher Name                                                 | wissenschaftlicher Name, Autor und Wikidata-Link                                        | RL-Status |
| -------------------------------------------- | -------------------------------------------------------------- | --------------------------------------------------------------------------------------- | --------- |
| Familie: Sironidae                           |                                                                |                                                                                         |           |
| weitere Bilder                               | Josephs Milbenkanker                                           | Cyphophthalmus duricorius, Syn.: Siro duricorius Joseph, 1868                           | EN        |
| Familie: Cladonychiidae                      |                                                                |                                                                                         |           |
|                                              | Ostalpen-Klauenkanker                                          | Holoscotolemon unicolor Roewer, 1915                                                    | EN        |
| Familie: Fadenkanker (Nemastomatidae)        |                                                                |                                                                                         |           |
| weitere Bilder                               | Girlandenkanker                                                | Carinostoma carinatum (Roewer, 1914)                                                    | CR        |
|                                              | Schwarzer Zehndorn                                             | Histricostoma dentipalpe (Ausserer, 1867)                                               | VU        |
|                                              | Alpen-Fadenkanker                                              | Mitostoma alpinum (Hadži, 1931)                                                         | EN        |
| weitere Bilder                               | Mitteleuropäischer Fadenkanker                                 | Mitostoma chrysomelas (Hermann, 1804)                                                   | LC        |
| weitere Bilder                               | Keulen-Zweizahnkanker                                          | Nemastoma bidentatum bidentatum Roewer, 1914                                            | VU        |
|                                              | Österreichischer Zweizahnkanker                                | Nemastoma bidentatum relictum Gruber & Martens, 1968                                    | EN        |
| weitere Bilder                               | Östlicher Zweizahnkanker                                       | Nemastoma bidentatum sparsum Gruber & Martens, 1968                                     | NT        |
| weitere Bilder                               | Östlicher Silberfleckkanker                                    | Nemastoma lugubre (Müller, 1776)                                                        | EN        |
|                                              | Schüllers Mooskanker                                           | Nemastoma schuelleri Gruber & Martens, 1968                                             | EN        |
|                                              | Schwarzer Mooskanker                                           | Nemastoma triste (C. L. Koch, 1835)                                                     | LC        |
|                                              | Schwarzer Zweidorn                                             | Paranemastoma bicuspidatum (C. L. Koch, 1835)                                           | EN        |
| weitere Bilder                               | Vierfleckiger Fadenkanker, Vierfleckkanker                     | Paranemastoma quadripunctatum (Perty, 1833)                                             | NT        |
| Familie: Dicranolasmatidae                   |                                                                |                                                                                         |           |
|                                              | Karpaten-Kapuzenkanker                                         | Dicranolasma scabrum (Herbst, 1799)                                                     | EN        |
| Familie: Trogulidae                          |                                                                |                                                                                         |           |
| weitere Bilder                               | Westeuropäischer Krümelkanker                                  | Anelasmocephalus cambridgei (Westwood, 1874)                                            | CR        |
|                                              | Hadžis Krümelkanker                                            | Anelasmocephalus hadzii Martens, 1978                                                   | EN        |
|                                              | Südalpen-Brettkanker                                           | Trogulus cisalpinus Chemini & Martens, 1988                                             | CR        |
|                                              | Verkannter Brettkanker                                         | Trogulus closanicus Avram, 1971                                                         | NT        |
|                                              | Zwergbrettkanker                                               | Trogulus falcipenis Komposch, 2000                                                      | CR        |
| weitere Bilder                               | Variabler Brettkanker, Mittlerer Brettkanker                   | Trogulus gr. nepaeformis (Scopoli, 1763)                                                | DD        |
|                                              | Großer Brettkanker                                             | Trogulus tingiformis C. L. Koch, 1847                                                   | VU        |
| weitere Bilder                               | Kleiner Brettkanker                                            | Trogulus gr. tricarinatus (Linnaeus, 1767)                                              | DD        |
| Familie: Schneckenkanker (Ischyropsalididae) |                                                                |                                                                                         |           |
|                                              | Kleiner Scherenkanker                                          | Ischyropsalis carli Lessert, 1905                                                       | EN        |
|                                              | Hadžis Scherenkanker                                           | Ischyropsalis hadzii Roewer, 1950                                                       | EN        |
| weitere Bilder                               | Schneckenkanker                                                | Ischyropsalis hellwigii hellwigii, Syn.: Ischyropsalis hellwigi hellwigi (Panzer, 1794) | EN        |
|                                              | Schweizer Scherenkanker                                        | Ischyropsalis helvetica Roewer, 1916                                                    | CR        |
|                                              | Kollars Scherenkanker                                          | Ischyropsalis kollari C. L. Koch, 1839                                                  | VU        |
| Familie: Schneider (Phalangiidae)            |                                                                |                                                                                         |           |
| weitere Bilder                               | Höhlenlangbein                                                 | Amilenus aurantiacus (Simon, 1881)                                                      | LC        |
| weitere Bilder                               | Palpenbürstenkanker                                            | Dasylobus graniferus (Canestrini, 1872)                                                 | VU        |
|                                              | Gasteiner Geweihkanker                                         | Dicranopalpus gasteinensis Doleschall, 1852                                             | LC        |
|                                              | Schwarzbrauner Plumpweberknecht                                | Egaenus convexus (C. L. Koch, 1835)                                                     | VU        |
|                                              | Weißstirniger Riesenweberknecht                                | Gyas annulatus (Olivier, 1791)                                                          | EN        |
| weitere Bilder                               | Schwarzer Riesenweberknecht                                    | Gyas titanus Simon, 1879                                                                | EN        |
| weitere Bilder                               | Steingrüner Zahnäugler                                         | Lacinius dentiger (C. L. Koch, 1847)                                                    | LC        |
| weitere Bilder                               | Gesattelter Zahnäugler                                         | Lacinius ephippiatus (C. L. Koch, 1835)                                                 | NT        |
| weitere Bilder                               | Stachliger Zahnäugler                                          | Lacinius horridus (Panzer, 1794)                                                        | VU        |
| weitere Bilder                               | Kleiner Dreizack, Kleines Kurzbein                             | Lophopilio palpinalis (Herbst, 1799)                                                    | LC        |
|                                              | Südliches Riesenauge                                           | Megabunus armatus (Kulczyński, 1887)                                                    | VU        |
|                                              | Nördliches Riesenauge                                          | Megabunus lesserti Schenkel, 1927                                                       | NT        |
| weitere Bilder                               | Gletscherweberknecht                                           | Mitopus glacialis (Heer, 1845)                                                          | VU        |
| weitere Bilder                               | Gemeiner Gebirgsweberknecht                                    | Mitopus morio (Fabricius, 1779)                                                         | LC        |
| weitere Bilder                               | Gemeiner Dreizackkanker                                        | Oligolophus tridens (C. L. Koch, 1836)                                                  | LC        |
| weitere Bilder                               | Apenninenkanker                                                | Opilio canestrinii (Thorell, 1876)                                                      | NE        |
|                                              | Dinaridenkanker                                                | Opilio dinaricus Šilhavý, 1938                                                          | NT        |
| weitere Bilder                               | Wandkanker                                                     | Opilio parietinus (DeGeer, 1778)                                                        | EN        |
|                                              | Balkankanker                                                   | Opilio ruzickai Šilhavý, 1938                                                           | NE        |
| weitere Bilder                               | Steinkanker                                                    | Opilio saxatilis C. L. Koch, 1839                                                       | LC        |
| weitere Bilder                               | Hornweberknecht, Hornkanker                                    | Phalangium opilio Linnaeus, 1758                                                        | LC        |
| weitere Bilder                               | Gebirgsgroßauge                                                | Platybunus bucephalus (C. L. Koch, 1835)                                                | LC        |
| weitere Bilder                               | Waldgroßauge                                                   | Platybunus pinetorum (C. L. Koch, 1839)                                                 | VU        |
| weitere Bilder                               | Schwarzauge                                                    | Rilaena triangularis (Herbst, 1799)                                                     | LC        |
| Familie: Sclerosomatidae                     |                                                                |                                                                                         |           |
|                                              | Hellers Panzerkanker                                           | Astrobunus helleri (Ausserer, 1867)                                                     | EN        |
| weitere Bilder                               | Östlicher Panzerkanker                                         | Astrobunus laevipes (Canestrini, 1872)                                                  | VU        |
|                                              | Apenninen-Langbeinkanker                                       | Leiobunum apenninicum, Syn.: Nelima apenninica Martens, 1969                            | CR        |
| weitere Bilder                               | Ziegelrückenkanker                                             | Leiobunum limbatum L. Koch, 1861                                                        | LC        |
|                                              | Karminrückenkanker                                             | Leiobunum roseum C. L. Koch, 1839                                                       | EN        |
| weitere Bilder                               | Braunrückenkanker                                              | Leiobunum rotundum (Latreille, 1798)                                                    | NT        |
|                                              | Schwarzrückenkanker                                            | Leiobunum rupestre (Herbst, 1799)                                                       | LC        |
|                                              | Namenloser Rückenkanker, Riesen-Weberknecht, Riesenweberknecht | Leiobunum sp. A, Leiobunum sp.                                                          | NE        |
|                                              | Subalpiner Schwarzrückenkanker                                 | Leiobunum subalpinum Komposch, 1998                                                     | VU        |
|                                              | Honiggelber Langbeinkanker                                     | Nelima sempronii Szalay, 1951                                                           | LC        |